# 妙経寺 (八王子市)
妙経寺（みょうきょうじ）は、東京都八王子市寺町にある日蓮宗の寺院。山号は寳傳山。旧本山は飯高妙福寺、池上・神楽坂法縁。

## 歴史
文和年間（1352年-1356年）、現在の千葉県匝瑳市飯高にあった真言宗寺院を眼應院日賀が日蓮宗に改めた。近代に至り明治時代の神仏分離で荒廃するが、1937年（昭和12年）、積善院日甫によって八王子市散田町に再興される。太平洋戦争中の1945年（昭和20年）に八王子空襲で焼失した後、1950年（昭和25年）に現在地に移転し再興した。現在境内にて、まや保育園を運営している。

### 現在地の移転以前の経緯
中興開基の小島妙静尼が1887年（明治20年）頃、現在地に鬼子母神堂を建立するが、1897年（明治30年）、八王子大火で焼失した。大正時代初期には、小嶋日甫が跡地に積善講社を結成したが、空襲により焼失している。

## 参考資料
- 八王子市史[要ページ番号]